# Akustisk gitarr
En akustisk gitarr är en gitarr som inte har någon mikrofon eller något annat elektriskt tillägg. Den utnyttjar helt och hållet akustiken som finns i resonanslådan och träet. Alla gitarrer från uppkomsten på 1500-talet och fram till elgitarrens intåg på 1900-talet var akustiska.
Oftast används nylonsträngar till akustiska gitarrer men stålsträngar förekommer. En vanlig modell av akustisk gitarr är den sexsträngade klassiska gitarren, men det finns andra storlekar som används i klassisk musik och andra modeller som används för särskilda musikstilar. Exempel är soprangitarren (oktavgitarren), altgitarren (tersgitarren) och 12-strängad gitarr.
En akustisk gitarr kan ha sex, sju eller tolv strängar. Klassiska gitarrer brukar ha de höga strängarna av nylon medan folk-/popgitarrer brukar ha de höga strängarna av metalltråd. De låga strängarna brukar vara spunna. 12-strängade gitarrer har dubblerade strängar – de fyra låga paren stämda i oktaver, och de två höga stämda unisont.